# Cymbelstern

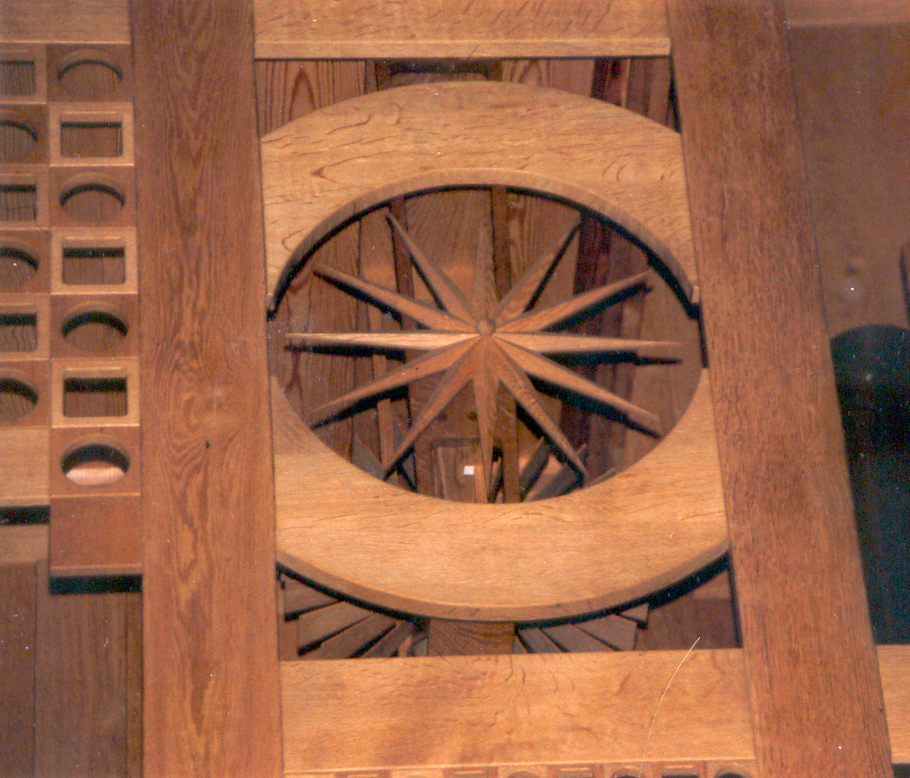
Cymbelstern w kościele w Gundelfingen

Cymbelstern, zimbelstern (niem. Zimbel - cymbały, Stern - gwiazda), gwiazda – jeden z tzw. rejestrów mechanicznych; wirująca, metalowa lub drewniana, gwiazda (lub koło) często z dzwonkami, umieszczana w dawnych prospektach organowych jako ruchomy element ich wystroju rzeźbiarskiego; obracająca się gwiazda daje podwójny efekt: wizualny i akustyczny. 
Cymbelstern był popularnym elementem konstrukcji organów w północnej Europie, zwłaszcza w Niemczech (XVI–XVIII w.). Używany dla uwydatnienia barokowego kontrapunktu lub podczas hymnów wykonywanych z użyciem specjalnych głosów organowych.
Jedne z najstarszych cymbelsternów (dwa) znajdują się w kościele św. Katarzyny w Hamburgu.